# Schizoprymnus chouwen
Schizoprymnus chouwen is een insect dat behoort tot de orde vliesvleugeligen (Hymenoptera) en de familie van de schildwespen (Braconidae). De wetenschappelijke naam van de soort werd voor het eerst geldig gepubliceerd door Chou & Hsu in 1996.